# Sandra e Raimondo Supershow
Sandra e Raimondo Supershow è stato un programma televisivo italiano andato in onda la domenica nella fascia preserale dal 20 giugno al 12 settembre 2004 su Canale 5, nato da un'idea di Edmondo Conti, che ha supervisionato le produzioni di intrattenimento di Canale 5 dal 2000 al 2006.

## Il programma
La trasmissione, l'ultima condotta dalla coppia Sandra Mondaini e Raimondo Vianello, è andata in onda ogni domenica su Canale 5, dalle 18 alle 20, per 13 puntate nell'estate del 2004. ed è stato poi replicato su Mediaset Extra dall'8 marzo 2014, celebrando la carriera della coppia di coniugi all'interno del gruppo Mediaset: i due sono entrati nell'azienda quando ancora era chiamata Fininvest, nel 1982.
Nel programma, realizzato presso lo studio 10 di Cologno Monzese, la coppia interagiva con un gruppo di ragazzi e ragazze intorno ai vent'anni, che faceva loro domande attinenti alla loro carriera o meno. I due rispondono alle domande mandando spesso in onda spezzoni di filmati in cui sono protagonisti, presi dalle precedenti trasmissioni del duo, come Attenti a noi due, Zig Zag, SandraRaimondo Show, Il gioco dei 9, Casa Vianello, ma anche filmati tratti da programmi nei quali sono stati ospiti occasionali, come per esempio Non è la Rai.